# Yahk
Yahk ist ein Ort mit 140 Einwohnern (Stand 2011) in der kanadischen Provinz British Columbia. Er liegt am Moyie River nahe der Grenze zu Idaho, 65 km südwestlich von Cranbook und 40 km östlich von Creston.

## Geschichte
In prähistorischer Zeit war das Gebiet ein wichtiger Kreuzungspunkt, wo die aus dem Süden ziehenden Salish auf die auf den Goat River reisenden Kootenay trafen. Entlang dieses Flusses wurde 1865 der Dewdney Trail angelegt.
Die moderne Ära begann mit der Einrichtung der Crowsnest Pass Railway (Teil der Canadian Pacific Railway) im Jahr 1898. In der Nähe wurde ein großes CPR-Lager zur Herstellung von Bahnschwellen errichtet, und Anfang des 20. Jahrhunderts zählte die Bevölkerung etwa 3000 Einwohner. Nach der Schließung 1931 stütze sich die Wirtschaft auf Holzfällerei, einigen Sägewerken und der Produktion von Holzpfosten, aber seit den 1960er Jahren in weitaus geringerem Maße. Yahk profitiert auch von seiner Lage nahe der Kreuzung zweier Highways, von denen einer zu einem Grenzübergang in die Vereinigten Staaten führt.